# پایتون (زبان برنامه‌نویسی)
پایتون (به انگلیسی: Python) یک زبان برنامه‌نویسی شیءگرا، متن باز،تفسیری، سطح بالا، و همه منظوره است، که خیدو فان روسوم (Guido van Rossum) هلندی آن را طراحی کرده‌است، و اولین بار در سال ۱۹۹۱ منتشر شده‌است. فلسفه اصلی طراحی پایتون «خوانایی بالای کد» است و نویسه‌های فاصله خالی در آن معنادار هستند و مکرر استفاده می‌شوند. ساختار زبانی و دیدگاه شیءگرا در پایتون به گونه‌ای طراحی شده‌است که به برنامه‌نویس امکان نوشتن کد منطقی و واضح (بدون ابهام) را برای پروژه‌های کوچک و بزرگ می‌دهد.
کلمات کلیدی و اصلی این زبان به‌صورت حداقلی تهیه شده‌اند و در مقابل کتابخانه‌هایی که در اختیار کاربر است بسیار وسیع هستند.
برخلاف برخی زبان‌های برنامه‌نویسی رایج دیگر که بلاک‌های کد در آکولاد تعریف می‌شوند (به‌ویژه زبان‌هایی که از نحو زبان سی پیروی می‌کنند) در زبان پایتون از نویسه فاصله و جلو بردن متن برنامه برای مشخص کردن بلاک‌های کد استفاده می‌شود. به این معنی که تعدادی یکسان از نویسه فاصله در ابتدای سطرهای هر بلاک قرار می‌گیرند و این تعداد در بلاک‌های کد درونی‌تر افزایش می‌یابد. بدین ترتیب بلاک‌های کد به صورت خودکار ظاهری مرتب دارند.
در پایتون مدل‌های مختلف برنامه‌نویسی (از جمله شی‌گرا و برنامه‌نویسی دستوری و تابع محور) را پشتیبانی می‌شود و برای مشخص کردن نوع متغیرها از یک سامانهٔ پویا استفاده می‌شود.
این زبان از زبان‌های برنامه‌نویسی مفسر بوده و به‌صورت کامل یک زبان شیءگرا است که در ویژگی‌ها با زبان‌های تفسیری پرل، روبی، اسکیم، اسمال‌تاک و تی‌سی‌ال مشابهت دارد و از مدیریت خودکار حافظه استفاده می‌کند.
زبان پایتون ۲ رسماً از سال ۲۰۲۰ دیگر پشتیبانی نمی‌شود و پایتون ۲٫۷٫۱۸ آخرین نسخهٔ پایتون ۲٫۷ و همچنین پایتون ۲ است و ازاین به بعد دیگر هیچ وصلهٔ امنیتی‌ای یا بهبود دیگری در این نسخه داده نخواهد شد. با پایان پشتیبانی از پایتون ۲ فقط پایتون ۳ نسخه‌های بعدی آن پشتیبانی خواهند شد.
پایتون پروژه‌ای آزاد و متن‌باز توسعه‌یافته‌است و توسط بنیاد نرم‌افزار پایتون مدیریت می‌گردد.
پایتون یکی از زبان‌های اصلی مورد استفاده در حوزهٔ یادگیری ماشین و هوش مصنوعی است. وجود کتابخانه‌هایی مانند TensorFlow، Keras و PyTorch باعث شده تا توسعهٔ الگوریتم‌های پیچیده یادگیری ماشین و شبکه‌های عصبی در پایتون بسیار ساده‌تر و کارآمدتر شود. همچنین، سادگی سینتکس پایتون باعث شده تا برای آموزش مفاهیم هوش مصنوعی در دانشگاه‌ها و دوره‌های آموزشی نیز به‌طور گسترده‌ای استفاده شود.

## تاریخچه

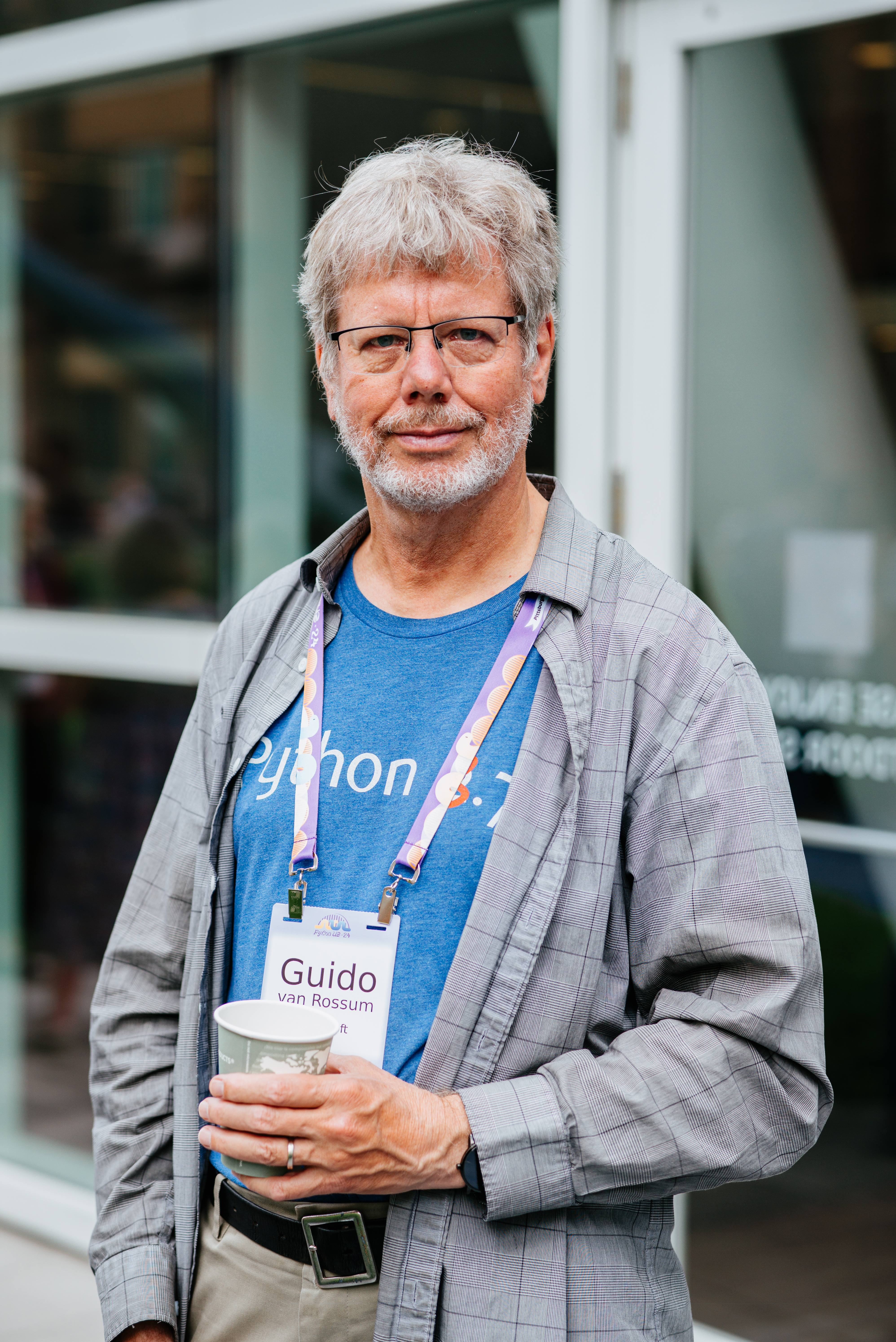
طراح زبان پایتون خیدو فان روسوم در کنفرانس پایتون سال ۲۰۲۴ آمریکا

پایتون اواخر دهه ۱۹۸۰ (میلادی) در مؤسسه ملی تحقیقات ریاضی و رایانه (CWI) در کشور هلند توسعه داده شد.
هدف خیدو از توسعهٔ پایتون ایجاد جانشینی برای زبان برنامه‌نویسی ای‌بی‌سی بود که قابلیت پردازش استثناها را داشته باشد. پیاده‌سازی پایتون در دسامبر ۱۹۸۹ آغاز شد.
خیدو طراح اصلی پایتون است و نقش مداوم او در تصمیم‌گیری پیرامون اهداف پایتون، باعث شد که انجمن پایتون به او لقب دیکتاتور خیرخواه جاویدان را بدهد.
فان روسوم تا ۱۲ ژوئیه ۲۰۱۸ مسئولیت رهبری پروژهٔ پایتون را به عهده داشت. در آن زمان او اعلام کرد که از مسئولیت خود به عنوان دیکتاتور خیرخواه جاویدان کناره‌می‌گیرد.
در حال حاضر، او مسئولیت رهبری پروژهٔ پایتون را به یک انجمن راهبری پنج عضوی که خود نیز یکی از اعضای آن است داده‌است. در ژانویهٔ ۲۰۱۹ توسعه دهندگان فعال هستهٔ پایتون نیک کولان، برت کانون، بری وارساو، کارول ویلینگ، و خیدو فان روسوم را به عنوان اعضای انجمن انتخاب کردند. از آن زمان خیدو فان روسوم از نامزدی برای انجمن ۲۰۲۰ صرف نظر کرده‌است.
پایتون ۲٫۰ در ۱۶ اکتبر ۲۰۰۰ با ویژگی‌های مهم و جدید بسیاری  منتشر شدکه شامل بازیافت حافظه با قابلیت شناسایی دور و پشتیبانی از یونیکد بود.
پایتون ۳٫۰ در ۳ دسامبر ۲۰۰۸ منتشر شد این نسخه بازنویسی عمده‌ای از نسخهٔ قبل بود که سازگاری عقبرو را شکسته بود. بسیاری از ویژگی‌های عمدهٔ آن به پایتون 2.6.x
و 2.7.x پیش‌انتقال داده شدند. نسخه‌های منتشر شده از پایتون ۳ ابزار 2to3 را دارند که کار ترجمهٔ کد پایتون ۲ به پایتون ۳ را (حداقل تا حدودی) انجام می‌دهد.
از سال ۲۰۱۵ مقرر شد نسخه‌های پایتون ۲٫۷ تنها تا سال ۲۰۲۰ پشتیبانی شوند.

### خصوصیات
فهرست برخی از تغییرات عمده پایتون ۳٫۰:
- تغییر پرینت چون یک تابع غیرقابل انتقال است نه یک توضیح. این باعث می‌شود که تغییر یک ماژول برای استفاده از یک تابع پرینت متفاوت، آسان باشد و بنابراین ایجاد نحو منظم‌تر می‌شود. در پایتون ۲٫۶ این امکان با تایپ کردن

from – future – import print – function فراهم شد.
- در پایتون ۳٫۱۰ ویژگی match ارائه شد که این ویژگی در جهت عدم وجود switch بود که رضایت کاربران را در پی داشت، به سینتکس match توجه کنید:

```
http_code
 
=
 
418

match
 
http_code
:

    
case
 
200
:

        
print
(
"OK"
)

        
do_something_good
()

    
case
 
404
:

        
print
(
"Not Found"
)

        
do_something_bad
()

    
case
 
418
:

        
print
(
"I'm a teapot"
)

        
make_coffee
()

    
case
 
_
:

        
print
(
"Code not found"
)

```

## فلسفه برنامه‌نویسی
پایتون یک زبان برنامه‌نویسی چند پارادایمی است به طوریکه هم شیء گرایی و برنامه‌نویسی ساخت‌یافته را کاملاً پوشش می‌دهد و هم بسیاری از خصوصیات پایتون برنامه‌نویسی جنبه گرا و تابعی (مثل پشتیبانی از فرا برنامه‌نویسی) را پوشش می‌دهد. پارادایم‌های برنامه‌نویسی دیگر نیز به وسیلهٔ افزونه‌ها پشتیبانی شده‌اند. مثل برنامه‌نویسی منطقی.
پایتون از تایپ پویا و ترکیبی از شمارش مرجع و یک حلقه کشف و بازیافت قسمت‌های هدر رفته حافظه برای مدیریت حافظه، استفاده می‌کند. یک ویژگی مهم پایتون تحلیل نام پویا است که روش‌ها و نام متغیرها را در طول اجرای برنامه به هم ملحق می‌کند.
طرح پایتون به پشتیبانی محدود برای برنامه‌نویسی تابعی به سُنَت زبان لیسپ، ارائه شد. به همین منظور پایتون دارای توابع  filter, map, و reduce و عبارت‌های لیست، دیکشنری، مجموعه و جنراتور است. اگرچه، تشابه‌های عمده‌ای بین پایتون و زبان خانواده لیسپ وجود دارد. این کتابخانه دو ماژول دارد (ایترتولز و فانکتولز) که ابزارهای تابعی را با اقتباس از هسکل و استاندارد ام‌ال پیاده‌سازی می‌کند.
فلسفهٔ اصلی پایتون در سند ذن پایتون پی‌ئی‌پی ۲۰ خلاصه شده‌است که شامل گزینه‌های زیر است:
به جای اینکه تمام عملکرد پایتون در هستهٔ آن متمرکز باشد طوری طراحی شده‌است که به خوبی از افزونه‌ها پشتیبانی کند. این ویژگی پایتون که آن را محبوب کرده‌است، راهی برای اضافه کردن ای‌پی‌آی به نرم‌افزارهای موجود بوده‌است. ایدهٔ فان روسوم از زبانی با هستهٔ کوچک و کتابخانهٔ استاندارد بزرگ با مفسر افزونه‌پذیر، ریشه در سرخوردگی او از زبان ای‌بی‌سی دارد.
یکی از اهداف پایتون داشتن نحو ساده‌تر و منظم‌تر است؛ به همین دلیل برای روش‌شناسی کد فقط یک انتخاب در مقابل توسعه‌دهنده قرار می‌دهد. روش پایتون در مقابل روش پرل (بیش از یک روش برای انجام آن وجود دارد) قرار دارد و فلسفهٔ طراحی آن چنین است «باید یک راه – و ترجیحاً فقط یک راه - آشکار برای انجام هر کاری وجود داشته باشد.».
الکس مارتلی که نویسندهٔ کتاب‌های مربوط به پایتون است. می‌نویسد: «در فرهنگ پایتون «هوشمندانه» توصیف کردن چیزی ستایش به‌شمار نمی‌رود.»
هدف دیگر طراحی زبان آسان کردن توسعه‌پذیری است. ماژول‌هایی که تازه ساخته شده‌اند، به‌سادگی در C و C++ نوشته می‌شوند. پایتون همچنین می‌تواند به عنوان زبان توسعه برای ماژول‌ها و کاربردهای موجود که به برنامه واسط قابل برنامه‌ریزی نیاز دارد، استفاده شود. توسعه دهندگان پایتون سعی کردند از بهینه‌سازی زود هنگام اجتناب کنند و وصله‌های غیر حساس سی‌پایتون که باعث افزایش سرعت نهایی می‌شد را اضافه نکردند. هرگاه برای برنامه‌نویس پایتون سرعت اهمیت داشت، او می‌تواند توابع زمانبر را به ماژول‌های افزونه‌ای ببرد و آن‌ها را به زبان‌هایی مثل سی بنویسد یا از پای‌پای استفاده کند که نوعی کامپایلر درجا است. از سایتون که اسکریپت پایتون را به سی ترجمه می‌کند نیز می‌توان استفاده کرد.
به کاربران و علاقه‌مندان پایتون مخصوصاً آنان که باتجربه و آگاه به حساب می‌آیند پایتونیستا گفته می‌شود.
این زبان در مقایسه با زبان‌های دیگر، دارای سرعت کمتری است. این زبان سطح بالایی است و مانند زبان‌های C، رابطه خوبی با سخت‌افزار ندارد.
کارهایی که نیاز به حافظه کوتاه مدت دارند را نمی‌توان برای زبان پایتون مناسب دانست.

### واژه‌های ابداعی
یک واژه ابداعی رایج در انجمن پایتون، واژهٔ پایتونیک است که محدوده معنایی وسیعی را در رابطه با سبک برنامه‌نویسی در بر می‌گیرد. کدی پایتونیک است که از اصطلاحات پایتون به خوبی استفاده کرده باشد به طوری که شیوایی در زبان را نشان دهد و مطابق فلسفهٔ مینیمالیستی و خوانایی بالا در پایتون باشد. در مقابل کد آنپایتونیک کدی است که فهم آن مشکل است یا مثل رونویسی‌ای از زبان دیگری باشد.

## نام گذاری
نام پایتون از گروه کمدین بریتانیایی مانتی پایتون که سازندهٔ پایتون، خیدو فان روسوم، به آن علاقه‌مند بود، گرفته شده‌است. اشاره به مانتی پایتان در فرهنگ پایتون و کدهای آن به وفور دیده می‌شود؛ برای مثال در پایتون spam and eggs، به جای فوبار به عنوان متغیرهای فرانحوی به کار می‌رود. در مستندسازی رسمی پایتون نیز به روال‌های مانتی پایتون اشاره می‌شود.

## آماده‌سازی محیط توسعه و اجرای کدهای پایتون
برای توسعه و اجرای برنامه‌های پایتون، نیاز به نصب مفسر پایتون و یک ویرایشگر متنی یا محیط توسعه یکپارچه (IDE) وجود دارد. پایتون به‌عنوان یک زبان تفسیری، با اجرای مستقیم کدها در زمان اجرا (از طریق مفسر) عمل می‌کند و به همین دلیل نصب مفسر بر روی سیستم توسعه ضروری است.
نصب پایتون روی سیستم‌عامل‌های ویندوز، مک و لینوکس با تفاوت‌هایی همراه است. در ویندوز، می‌توان با استفاده از وب‌سایت رسمی یا ابزار مدیریت بسته‌ی Winget اقدام به نصب کرد. در macOS نیز نسخه‌های جدید نیازمند نصب دستی هستند و معمولاً با دستور python3 در ترمینال فراخوانی می‌شوند. اکثر توزیع‌های لینوکس مانند Ubuntu به‌صورت پیش‌فرض شامل نسخه‌ای از پایتون هستند، اما در صورت نیاز، نصب یا به‌روزرسانی آن با ابزارهایی مانند apt یا dnf انجام می‌شود.

برای اجرای سریع و آزمایشی کدهای پایتون، می‌توان مفسر را به‌صورت تعاملی (interactive) در ترمینال اجرا کرد؛ به‌عنوان مثال، با اجرای دستور python یا python3 در خط فرمان و نوشتن دستوراتی مانند:
```
>>>
 
print
(
"Hello Python Interpreter!"
)

Hello
 
Python
 
Interpreter
!

```

ویرایشگر Visual Studio Code یکی از محبوب‌ترین ویرایشگرهای چندسکویی برای توسعه‌ی پایتون محسوب می‌شود. این ویرایشگر با نصب افزونه‌ی مخصوص پایتون، امکاناتی مانند تکمیل خودکار، خطایابی (debugging) و اجرای مستقیم کد را فراهم می‌کند.

## دستور زبان

کدهای پایتون ۲ همراه با برجسته‌سازی نحو.

خوانایی بالا از اهداف زبان پایتون است؛ بنابراین طرح بندی آن مرتب و بدون حشو و زوائد است و اغلب از کلمات کلیدی انگلیسی استفاده می‌کند، در حالی که زبان‌ها دیگر از نقطه‌گذاری استفاده می‌کنند. پایتون نسبت به زبان‌های ساخت یافته سنتی، مثل C و پاسکال استثناءهای نحوی و موارد خاص کمتری دارد. و این اجازه را به برنامه نوسان می‌دهند که خلاقانه تر کدنویسی کنند و از تولید کدهای طولانی پرهیز کنند، زیرا کدهای طولانی می‌تواند سبب سنگین تر شدن برنامه‌ها در هنگام خروجی گرفتن نیز باشد.

### دندانه دار نوشتن
پایتون برای جداکردن بلوک کد به جای استفاده کردن از آکولاد از تورفتگی فاصله خالی استفاده می‌کند. برای شروع بلوک کد یک پله تورفتگی را بیشتر می‌کنیم و برای اتمام آن یک پله بلوک کد را کمتر می‌کنیم. پس ساختار ظاهری برنامه نمایش دهندهٔ ساختار معنایی آن است. این ویژگی‌ای که به نام قاعدهٔ آف-ساید نیز شناخته می‌شود و در بعضی از زبان‌ها وجود دارد ولی در بیشتر زبان‌های برنامه‌نویسی وجود تورفتگی معنای خاصی نمی‌دهد.

### حکم‌ها و روند کنترل
حکم‌های پایتون شامل:
- کلمه مقدار دهی (توکن '=' , علامت مساوی) برای مقدار دهی به متغیرها به کار می‌رود.
- کلمه if که برای ایجاد شرط در برنامه استفاده می‌شود. (اگر شرط برقرار بود کار مورد نظر را انجام بده) کلمه else به معنای در غیر اینصورت هست و در صورت برقرار نبودن شرط اجرا می‌شود و کلمه elif(کوتاه شده else-if) به معنا در غیر اینصورت اگر شرط دیگر برقرار بود کار دیگر را انجام بده.
- کلمه for برای ایجاد حلقه‌های تکرار در پایتون استفاده می‌شود که به یک شی قابل شمارش نیاز دارد.
- کلمه while نیز برای ایجاد حلقه‌های تکرار شونده استفاده می‌شود با این تفاوت که به جای یک شی قابل شمارش(iterable) یک شرط می‌گیرد، و تا زمانیکه شرط برقرار باشد کاری را تکرار می‌کند.
- کلمه try برای مدیریت خطاها استفاده می‌شود و با دو کلمهٔ except یا finally به کار گرفته شود.
- کلمه raise برای بالا آوردن (ایجاد) یک خطا استفاده می‌شود.
- کلمه class که برای ساخت نمونه و کلاس‌های جدید توسط کاربر به کاربر می‌رود.
- کلمه def که برای ایجاد یک تابع یا (Function) به کار می‌رود.
- کلمه with که برای مدیریت منابع به کار می‌رود این کلمه در حقیقت برای راحتی کار و عدم نیاز به نوشتن try و except و finally به کار می‌رود.
- کلمه break این کلمه را تنها در داخل حلقه می‌شود نوشت و حلقه را به‌طور کامل قطع می‌کند و خارج می‌شود.
- کلمه continue این کلمه نیز تنها در داخل حلقه استفاده می‌شود و هنگام برخورد مفسر به این کلمه به iterate بعدی پرش می‌کند و حلقه از بالا شروع می‌شود.
- کلمه del که برای پاک کردن متغیرها از آن استفاده می‌شود. این کلمه اسم متغیر را از فضا نام برنامه پاک می‌کند.
- کلمه pass ساده شده این دستور می‌شود کاری نکن.
- کلمه assert که هنگام دیباگ کردن استفاده می‌شود. شرطی که باید اتفاق بیافتد را بررسی می‌کند.
- کلمه yield که از آن در توابع مولد (جنراتور) به جای return استفاده می‌شود.
- کلمه print که در پایتون ۳ تبدیل به تابع print() شد. (#خصوصیات)
- کلمه import که برای وارد کردن ماژول استفاده می‌شود.
- کلمه return که برای برگرداندن مقادیر در تابع استفاده می‌شود.

سی پایتون استمرار را پشتیبانی نمی‌کند و مطابق نظر خَودو فان روسوم هرگز نخواهد کرد. در ورژن‌های قبلی مولد تکرار کند بود چون اطلاعات تنها در یک جهت از مولد عبور می‌کردند.

### عبارت‌ها
- .[۷۳][۷۴]
- از پایتون ۳٫۸ نحو :=، که با نام عملگر والروس[t] شناخته می‌شود، توصیف شد؛ که مقادیر را به متغیرها تخصیص می‌دهد.[۷۵]
- در پایتون  ==  مقدار را مقایسه می‌کند در مقابل جاوا که برای اعداد مقدار را مقایسه می‌کند.[۷۶][۷۷] در پایتون می‌توان مقایسه را به صورت زنجیره ای انجام داد: مثلاً به صورت مقابل a <= b <= c.
- در پایتون لغات and, or, not  عملگرهای منطقی نام دارند.
- در پایتون راهی کوتاه برای ساخت دنباله‌ها و iterableها وجود دارد به نام comprehension، که در پایتون لیست کامپرهنشن، دیکشنری کامپرهنشن، ست کامپرهنشن و جنراتور کامپرهنشن به ترتیب برای ایجاد نوع‌های داده‌ای لیست (لیست)، دیکشنری (dict)، ست (set) و تاپل (tuple) به کار می‌رود. نکته:البته چون تاپل ها تغییرناپذیر (immutable) هستند یعنی نمی‌توان بدون تغییر در رفرنس آنها مقدار جدیدی به آنها اضافه کرد نوع داده‌ای حاصله از کامپرهنشن آنها ژنراتور می‌باشد که یک (lazy iterable) هست.
- [۵۸]
- توابع بی‌نام که با به کار بردن عبارت‌های لامبدا (lambda) تعریف می‌شود. در این توابع نمی‌توان از return استفاده کرد.
  - عبارت‌های شرطی تودرتو که به صورت x if c else y نوشته می‌شوند.[۷۸]
- پایتون بین لیست و تاپل تمایز قائل می‌شود. لیست‌ها به صورت  [1, 2, 3]  نوشته می‌شوند و تغییرپذیر هستند؛ به همین دلیل نمی‌تواند به عنوان کلید دیکشنری استفاده شود. (کلیدهای دیکشنری باید تغییرناپذیر باشند) تاپل‌ها به صورت (1, 2, 3) نوشته می‌شوند، تغییرناپذیر هستند، تمام اعضای آن نیز باید تغییرناپذیر باشند و می‌تواند به عنوان کلی استفاده شوند. عملگر + می‌تواند برای به هم چسباندن دو تاپل استفاده شود.

#### خط های فیزیکی و منطقی
دو نوع خط در پایتون وجود خط های فیزیکی و خط های منطقی
خط های فیزیکی رشته ای از دنباله ها هستند که با یک دنباله انتهای خط پایان می یابد. خط های فیزیکی همان رشته هایی هستند که در کد منبع نوشته می شوند و اجرا می شوند.
در فایل های منبع و رشته ها،می‌توان از هر یک از دنباله‌های پایان خط استاندارد پلتفرم استفاده کرد.
فرم یونیکس با استفاده از دنباله ASCII LF (linefeed)  (Line Feed (LF) یک کاراکتر کنترلی در ASCII است. برای حرکت مکان نما یا سر چاپ یک خط به پایین، معمولاً به ابتدای خط بعدی استفاده می شود. LF برای نشان دادن هیچ کاراکتر قابل چاپی در نظر گرفته نشده است.)
فرم ویندوز با استفاده از دنباله ASCII CR LF (ASCII CR (Carriage Return) و LF (Line Feed) دو کاراکتر کنترلی هستند که به طور معمول برای مدیریت پایان خط در متون استفاده می‌شوند. CR با کد 13 (0D در مبنای شانزده) و LF با کد 10 (0A در مبنای شانزده) مشخص می‌شوند.)
فرم قدیمی مکینتاش با استفاده از کاراکتر ASCII CR (ASCII CR (Carriage Return) یک کاراکتر کنترلی در مجموعه کاراکترهای ASCII است که با کد 13 (در مبنای ده) یا 0D (در مبنای شانزده) نمایش داده می‌شود. این کاراکتر به طور سنتی برای بازگرداندن مکان‌نما به ابتدای خط استفاده می‌شود.)
همه این فرم ها را می توان بدون در نظر گرفتن پلت فرم به طور مساوی استفاده کرد. انتهای ورودی همچنین به عنوان یک پایان دهنده ضمنی برای خط فیزیکی نهایی عمل می کند.
هنگام جاسازی پایتون، رشته‌های کد منبع باید با استفاده از قراردادهای استاندارد C برای کاراکترهای خط جدید به APIهای پایتون ارسال شوند (کاراکتر \n که نشان دهنده ASCII LF است، پایان‌دهنده خط است).
یک خط منطقی از یک یا چند خط فیزیکی با پیروی از قوانین اتصال خط صریح یا ضمنی ساخته می شود.
نتهای یک خط منطقی با نشانه NEWLINE نشان داده می شود. عبارات نمی توانند از مرزهای خطوط منطقی عبور کنند مگر در مواردی که NEWLINE توسط نحو مجاز باشد (مثلاً بین عبارات در دستورهای مرکب).

#### متدها
زبان پایتون دارای سه نوع متد می‌باشد:
- Class method
- Instance method
- Static method

##### آشنایی با متدهای نمونه (Instance method)
این متدها جز رایج‌ترین و قدرتمندترین متدهای زبان برنامه‌نویسی پایتون می‌باشند، این توابع از پارامتر self به عنوان اولین آرگومان در ورودی استفاده می‌کنند، جالب است بدانید که بدیهی ست که استفاده از سایر ورودی‌ها امکان‌پذیر است و با استفاده از self که به Instance کلاس اشاره می‌کند، دسترسی به سایر متدها و attributesهای کلاس امکان‌پذیر است.

##### آشنایی با متدهای کلاس (Class method)
این نوع از توابع با به‌کارگیری از دکوراتور داخلی (builtin) classmethod@ ایجاد (و شناخته) می‌شوند. کلاس متد پارامتر cls را به عنوان اولین آرگومان در ورودی می‌پذیرند (مثل حالت قبل استفاده از سایر ورودی‌ها نیز امکان‌پذیر است). cls به اشیای درون کلاس اشاره می‌کند و نه نمونه ساخته شده از آن، بنابراین Class methodها می‌توانند وضعیت کلاس را تغییر دهند.

##### آشنایی با متدهای استاتیک (Static method)
این متدها با استفاده از دکوراتور staticmethod@ ایجاد (و شناخته) می‌شوند. در ورودی این نوع متدها پارامتر معناداری مانند cls یا self وجود ندارد اما مانند تمام متدها امکان دریافت ورودی را دارند.
این متدهای کاربرد زیادی در برنامه‌نویسی پایتون ندارند و به جای آن‌ها می‌توان از module functions (توابعی که در یک ماژول دیگر قرار دارد، مثلاً ماژول utils) استفاده کرد.
متدهای استاتیک نیز به کلاس‌ها محدود هستند اما نمی‌توانند state کلاس یا نمونه ساخته شده از کلاس را تغییر دهند و تنها به داده‌هایی که به آنها دسترسی دارند محدود شده‌اند. در کل، متدهای استاتیک اطلاعاتی از state کلاس یا نمونه ساخته شده از کلاس ندارند. استاتیک متدها در حقیقت چیزی جز یک callable در یک کلاس نیستند که برای دسترسی به آن‌ها نیازی به نمونه سازی از کلاس نیست.
کاربرد متدهای استاتیک در مواقعی است که تابع وظیفه پردازش مجزایی از سایر فعالیت اعضای کلاس را بر عهده دارد و نیاز به بیشتر برای ایجاد متدهای کاربردی یا محاسباتی است.

### نوع دهی
پایتون از نوع دهی اردکی استفاده می‌کند. محدودیت تایپ در زمان کامپایل چک نمی‌شود؛ بنابراین عمل گرهای روی یک شیء ممکن است شکست بخورند، به این مفهوم که شیء داده شده از یک تایپ مناسب نیست. با اینکه اجباری در تایپ دهی ایستا نیست. نوع دهی پایتون نیرومند است؛ به همین دلیل اعمالی که به خوبی تعریف نشده باشند را منع می‌کند؛ مانند جمع کردن یک متغیر رشته با عدد.
پایتون به برنامه نویسان اجازه می‌دهد با استفاده از کلاس، نوع‌های دلخواه خودشان را تعریف کنند. نمونه‌های جدید هر کلاس با فراخوانی آن کلاس ساخته می‌شوند؛ مثلاً SpamClass() یا EggsClass() و خود کلاس‌ها نمونه‌هایی از متاکلاس type هستند.
پایتون قبل از نسخهٔ ۳٫۰ دو نوع کلاس داشت یکی شیوهٔ قدیم old-style و دیگری شیوهٔ جدید new-style. نحو هر دو مشابه است تفاوت در این است که کلاس object مستقیماً به ارث برسد یا نه. تمام کلاس‌های شیوهٔ جدید object را به ارث می‌برند و نمونه‌ای از type هستند)
| تایپ                 | تغییرپذیری  | توصیف | مثال نحو                                                                          |
| -------------------- | ----------- | --- | --------------------------------------------------------------------------------- |
| ellipsis             | تغییرناپذیر | ایندکس در آرایه نام‌پای                                                                                                | ... Ellipsis                                                                      |
| NoneType∗            | تغییرناپذیر | یک شیء که نشان دهندهٔ وجود نداشتن مقدار است و در زبان‌های دیگر با نام null شناخته می‌شود (اشاره‌گر هیچ‌مقدار)              | None                                                                              |
| NotImplementedType∗  | تغییرناپذیر | یک مکان نگهدارنده که می‌تواند از طریق اپراتورهای دارای بار اضافی برگردانده شود تا انواع عمل پشتیبانی نشده را نشان دهد. | NotImplemented                                                                    |
| bool                 | تغییرناپذیر | فقط می‌تواند دو مقدار به خود بگیرد: درست(True) یا نادرست(False)                                                        | True False                                                                        |
| عدد                  |             | |                                                                                   |
| int                  | تغییرناپذیر | عدد صحیح | 42                                                                                |
| long                 | تغییرناپذیر | وقتی ذخیره کردن یک عدد صحیح سر ریز داشته باشد، با دقتی نامحدود Long بسط خواهد یافت (تنها در پایتون ۲)                 | 3457876312345678632235674225567773487L                                            |
| float                | تغییرناپذیر | عدد اعشاری | 3.1415927                                                                         |
| complex              | تغییرناپذیر | عدد مختلط با عدد حقیقی و قسمت موهومی                                                                                  | 3+2.7j                                                                            |
| دنباله               |             | |                                                                                   |
| bytearray            | تغییرپذیر   | دنباله‌ای از بایت‌ها | bytearray(b'Some ASCII') bytearray(b"Some ASCII") bytearray([119, 105, 107, 105]) |
| bytes                | تغییرناپذیر | دنباله‌ای از بایت‌ها | b'Some ASCI' b"Some ASCII" bytes([119, 105, 107, 105])                            |
| list                 | تغییرپذیر   | لیستی از اشیاء که ترتیب خاصی دارند و آن اشیاء می‌توانند تایپ‌های مختلفی باشند.                                          | [4.0 ,'string', False]                                                            |
| str                  | تغییرناپذیر | رشته‌ای از کاراکترها                                                                                                   | 'Wikipedia' "Wikipedia" """Spanning multiple lines"""                             |
| tuple                | تغییرناپذیر | مثل listمنتها تغییرناپذیر                                                                                             | (4.0 ,'string', True)                                                             |
| مجموعه               |             | |                                                                                   |
| frozenset            | تغییرناپذیر | مجموعه (مجموعه از اشیاء که بدون ترتیب تکرار هستند) در صورت هشبل بودن می‌تواند انواع مختلفی از اشیاء را همزمان بپذیرد.  | frozenset([4.0, 'string', True])                                                  |
| set                  | تغییرپذیر   | مثل frozenset منتها تغییرپذیر                                                                                         | {4.0 ,'string', True}                                                             |
| نگاشت                |             | |                                                                                   |
| dict                 | تغییرپذیر   | گروهی از جفت‌های کلید و مقدار                                                                                          | {"aboli.ig":"instagram"}                                                          |
| نوع‌های قابل فراخوانی |             | |                                                                                   |
| range                | تغییرناپذیر | دنباله‌ای از اعداد است که معمولاً از آن برای حلقه با تعداد مشخصی از تکرار استفاده می‌شود                                 | range(1, 10) range(10, -5, -2)                                                    |
| generator            | تغییرناپذیر | توابع با سرعت و حجم کمتر از list                                                                                      | (f for f in range(10))                                                            |
| همه کلاس‌ها در …      |             | |                                                                                   |
| type                 | تغییرناپذیر | کلاس‌ها خودشان نمونه‌هایی از کلاس type هستند (خودش یک نمونه از خودش است).                                               | type(7) type('wiki')                                                              |

^ مستقیما از طریق نام قابل دسترسی نیست.
پایتون همچنین به برنامه‌نویس‌ها اجازه می‌دهد که تایپ دلخواه خود را تعریف کنند. این کار با استفاده از کلاس‌ها امکان‌پذیر است و اغلب برای شیء گرایی در برنامه‌نویسی استفاده می‌شود. نمونه‌های جدید از کلاس‌ها با صدا زدن کلاس ساخته می‌شوند و کلاس‌ها خودشان نمونه‌هایی از کلاس type هستند (خودش یک نمونه از خودش است).

### متغیرها
در پایتون می‌توان با ایجاد متغیرهایی کلاس‌های بالا را ذخیره کرد. برای اینکار باید نام متغیر را مساوی مقدار قرار دهید؛ یعنی: g = 2 که جی نام متغیر و ۲ مقدار متغیر است. برای آنکه از طریق خط فرمان مقدار را دریافت کنید، باید از input استفاده کنید که آن هم در یک متغیر ذخیره می‌شود:
```
input
(
'enter str:'
)

```

پایتون ۲ به‌طور خودکار از عدد استفاده می‌کند اما پایتون ۳ از رشته به‌طور خودکار استفاده می‌کند. اگر می‌خواهید از کلاس‌هایی غیر از رشته استفاده کنید، باید از تبدیل‌گر استفاده کنید:
```
int
(
input
(
'enter age:'
))

```

اگر می‌خواهید چند متغیر را در یک‌خط بنویسید، باید ابتدا نام متغیرها و بعد مقادیر را بنویسید:
```
f
 
,
 
g
 
,
 
h
 
=
 
1
 
,
 
2
 
,
 
3

```

اگر می‌خواهید به چند متغیر یک مقدار را نسبت دهید، باید ابتدا نام متغیرها و بعد مقدار را بنویسید:
```
a
 
=
 
b
 
=
 
c
 
=
 
d
 
=
 
1

```

### عملگرهای مقایسه‌ای
- ==  برای تشخیص آنکه ورودی با مقدار مقدار داده‌شده برابر است: g == 2
- <> (پایتون ۲) و =!‎ (پایتون ۳) برای تشخیص مساوی‌نبودن ورودی و مقدار داده‌شده: g != 2
- ‎< برای تشخیص بزرگتر بودن ورودی از مقدار و ‎=< برای تشخیص بزرگتر یا مساوی بودن ورودی از مقدار.
- ‎> برای تشخیص کوچکتر بودن ورودی از مقدار و ‎=> برای تشخیص کوچکتر یا مساوی بودن ورودی از مقدار.
- is برای تشخیص هماهنگی ورودی و مقدار و is not برای تشخیص هماهنگی نبودن
- in برای تشخیص قرارداشتن مقدار در ورودی و not in برای تشخیص برعکس

در صورت درست بودن به ما True و در غیر این صورت، False می‌دهد

### عملکردهای ریاضی
در پایتون می‌توان با عملگرهای ریاضی، عمل‌هایی از جمله جمع، تفریق و ضرب و تقسیم را انجام داد:
- + برای جمع: 2+2
- - برای تفریق: 2-2
- * برای ضرب: 2*2
- ** برای به‌توان: 2**2
- / برای تقسیم: 2/2(در پایتون ۲ برای به‌دست آوردن بخش اعشار، باید یا هردو یا یکی از اعداد را با نقطه یا نقطه‌صفر: ‎7/2.    7.0/2.0  7.0/2 بگذاریم که در پایتون ۳ مشکل حل شد)
- // برای خارج قسمت تقسیم: 2//2
- % برای باقی مانده تقسیم: 2%2

این عملگرها بر روی int، float str و list کار می‌کنند.
همچنین عملگر | هم برای ادغام dictهادر پایتون ۳٬۹ اضافه شد. مثال: {"key1":val1,"key2":val2}|{"key2":val2,"key3":val3}

### تغییر دادن مقدار متغیر با عملگر ریاضی
- =+ برای اضافه کردن به متغیر مثلاً 4=+i  یعنی ۴ تا به متغیر i اضافه کن.
- =- برای کم‌کردن از متغیر مثلاً 4=-i  یعنی ۴ تا از متغیر i کم کن.
- و به همین ترتیب برای ضرب، به‌توان، تقسیم، خارج قسمت تقسیم و باقی‌مانده تقسیم ابتدا عملگر و سپس علامت مساوی را می‌گذاریم.

### ماژول‌ها در پایتون
«ماژول» به انگلیسی (Module) به فایلی می‌گویند که دارای دستورها و تعاریف پایتون است. یک فایل ماژول حاوی کدهای پایتون، برای مثال Test.py، یک ماژول نامیده می‌شود؛ برای مثال بیان شده، نام ماژول «Test» است. از ماژول‌ها برای تکه‌تکه کردن برنامه‌ها به فایل‌های کوچک و با قابل مدیریت خیلی بهتر استفاده می‌شود. علاوه بر آن، ماژول‌ها قابلیت استفاده مجدد از کد را فراهم می‌کنند. کاربران می‌توانند به جای کپی کردن تعاریف در برنامه‌های گوناگون، توابع پر استفاده خود را تعریف و وارد کنند (ایمپورت). در ادامه، روش وارد کردن یک ماژول در پایتون آموزش داده خواهد شد.
برخی از کدها برای خلوت‌سازی پایتون، در ماژول‌ها وارد شده‌است.

برای وارد کردن ماژول به سه روش از import استفاده می‌شود:
```
import
 
<
module
 
name
>
 
[
as
 
<
alias
>
]

```

 یا 
```
from
 
<
module
 
name
>
 
import
 
*

```

 یا 
```
from
 
<
module
 
name
>
 
import
 
<
definition
 
1
>
 
[
as
 
<
alias
 
1
>
][,
 
<
definition
 
2
>
 
[
as
 
<
alias
 
2
>
]][,
 
...
]

```

برای ساختن ماژول، ابتدا کلاس‌ها، توابع و متغیرهایی را در یک فایل ذخیره می‌کنیم و نام فایل را در <module name> قرار می‌دهیم. (کد فایل را لازم نیست وارد کنید)

## نمونه کد پایتون

### سلام دنیا
برنامهٔ برنامه «سلام، دنیا!» زیر، با استفاده از کتابخانه استاندارد و جریان‌های خروجی یک متن را به خروجی استاندارد ارسال می‌نماید
```
print
(
'Hello, world!'
)

```

### برنامه محاسبهٔ فاکتوریل غیر بازگشتی
```
n
 
=
 
int
(
input
(
'Type a number, and its factorial will be printed: '
))

if
 
n
 
<
 
0
:

    
raise
 
ValueError
(
'You must enter a non negative integer'
)

fact
 
=
 
1

for
 
i
 
in
 
range
(
2
,
 
n
 
+
 
1
):

    
fact
 
*=
 
i

print
(
fact
)

```

### برنامه محاسبهٔ فاکتوریل بازگشتی
```
def
 
fact
(
number
):

    
if
 
number
==
0
:

        
return
 
1

    
return
 
number
 
*
 
fact
(
number
-
1
)

n
 
=
 
int
(
input
(
'Type a number, and its factorial will be printed: '
))

if
 
n
 
<
 
0
:

    
raise
 
ValueError
(
'You must enter a non negative integer'
)

print
(
fact
(
n
))

```

## پیاده‌سازی

### پیاده‌سازی مرجع
سی‌پایتون رویهٔ اصلی پایتون است که در نشست C در استاندارد C۸۹ نوشته شد ولی از چند ویژگی نشست C۹۹ نیز استفاده کرده‌است. سی‌پایتون برنامه‌های پایتون را به یک بایت‌کد میانی کامپایل می‌کند، تا بعد از آن ماشین مجازی آن را اجرا کند. سی‌پایتون با یک کتابخانه استاندارد بزرگ توزیع شده‌است، که به صورت مخلوطی از C و پایتون نوشته شده‌است. سی‌پایتون در ورژن‌های مختلف روی پلتفرم‌های زیادی کار می‌کند، مثل مایکروسافت ویندوز و بیشتر سیستم‌های پیشرفته یونیکس. استفاده و توسعه آن روی پایگاه‌های محرمانه مانند آمیب، در کنار پایگاه‌های متداول مانند یونیکس یا مکینتاش، به‌طور عمده در این نظر کمک شده‌است.

### پیاده‌سازی‌های دیگر
جایتون
برنامه‌های پایتون را به کد بایت جاوا کامپایل می‌کند که بدین ترتیب می‌تواند با هر ماشین مجازی جاوا اجرا شود همچنین این امکان فراهم می‌شود که توابع کتابخانه‌ای کلاس جاوا از برنامه پایتون به کار گرفته شود. آیرون پایتون از همین شیوه برای اجرای برنامه‌های پایتون روی چارچوب دات‌نت استفاده می‌کند.
پای پای
یک مفسر سریع پایتون ۲٫۷ و ۳٫۶ است. پای‌پای نوعی کامپایلر درجاست که باعث افزایش سرعت نسبت به سی‌پایتون می‌شود ولی در عوض از بسیاری از کتابخانه‌ها که به زبان سی نوشته شده‌اند نمی‌توان با آن استفاده کرد.
پایتون بدون پشته
، انشعابی از سی پایتون است که ریز برنامه‌ها را اجرا می‌کند و از پشته حافظه استفاده نمی‌کند. سی پایتون از قفل مفسر سراسری استفاده می‌کند تا وقتی برنامه پایتون بدون پشته، وابسته به سیستم عامل است و می‌تواند به صورت هم‌زمان اجرا شود، در هر لحظه فقط به یک زیر برنامه اجازه اجرا داده شود. پایتون برای استفاده در میکرو کنترلرها یا وظایف محدود دیگر پایگاه‌های مرجع، متناسب‌تر است. پیش‌بینی می‌شود که پایتون بدون پشته بتواند تقریباً روی همان پایگاهی که سی پایتون اجرا می‌شود، اجرا شود. پای‌پای نیز یک ورژن بدون پشته دارد.
میکرو پایتون
و سیرکیوت پایتون
پیاده‌سازی پایتون ۳ای هستند که برای ریزکنترل‌گر‌ها بهینه شده‌اند.
چندین برنامه در بسته مفسر پایتون با برنامه‌های کاربردی (یا آغازگر) وجود دارد که مستقلاً اجرا می‌شوند مانند یونیکس، لینوکس، ویندوز، آمیگااواس ۴ یا مک‌اواس ده. بسیاری از کتابخانه‌های سه قسمتی (و حتی بعضی از یک قسمتی‌ها) فقط روی ویندوز، لینوکس، بی‌اس‌دی و مک‌اواس ده موجود هستند.

### پیاده‌سازی‌های پشتیبانی نشده
کامپایلرهای درجای دیگری که هم‌اکنون پشتیبانی نمی‌شوند:
- سایکو[ae] یک کامپایل درجا بود که در زمان اجرا بایت کد را به کد ماشین، تبدیل می‌کرد. کد تولید شده، به نوع داده معینی اختصاص داده می‌شد و از کدهای استاندارد پایتون سریع‌تر بود.
- در سال ۲۰۰۹ گوگل پروژه ای را با نام Unladen Swallow آغاز کرد. هدف این پروژه سرعت بخشیدن به مفسر پایتون با استفاده از ال‌ال‌وی‌ام و بهبود قابلیت چندریسگی بود.[۹۱]

نوکیا در سال ۲۰۰۵ یک مفسر پایتون برای موبایل‌های سری ۶۰ با نام PyS۶۰ منتشر کرد که شامل بسیاری از ماژول‌های سی‌پایتون بود و همچنین ماژول‌های اضافه‌ای به منظور یکپارچه شدن با سیستم‌عامل سیمبیان نیز داشت. این پروژه به روز نگاه داشته می‌شد تا روی همه سکوهای مختلف اس ۶۰ اجرا شود. نوکیا ان۹۰۰ نیز از پایتون همراه با کتابخانهٔ ویجت‌های جی‌تی‌کی پشتیبانی می‌کرد.

### کامپایلرهای تقابلی به زبان‌های دیگر
چندین کامپایلر به زبان‌های سطح بالای شیء گرا وجود دارد خواه زبان مبدأ پایتون محدود نشده باشد خواه زیر مجموعه‌های محدود شدهٔ آن یا زبان‌های مشابه پایتون باشند:
- سایتون پایتون را به C و C++ کامپایل می‌کند.
- گرامپی[af] گوگل (آخرین انتشار در سال ۲۰۱۷) پایتون ۲ را به زبان گو کامپایل می‌کند.[۹۳][۹۴]
- آیرون پایتون از روش مشابهی استفاده می‌کند تا برنامهٔ نوشته شده با پایتون را بر .NET. زمان اجرای زبان مشترک اجرا کند.
- جایتون امکان استفاده از کلاس‌ها کتابخانهٔ جاوا را از زبان پایتون فراهم می‌کند.
- مای اچ‌دی‌ال[ag] پایتون را به زبان وی‌اچ‌دی‌ال کامپایل می‌کند.
- نویتکا[ah] پایتون را به C++ کامپایل می‌کند.[۹۵]
- نامبا[ai] از ال‌ال‌وی‌ام استفاده می‌کند تا کد پایتون را به کد ماشین کامپایل کند.
- Pyjs (آخرین انتشار در سال ۲۰۱۲) پایتون را به جاوا اسکریپت کامپایل می‌کند.
- پایرکس[aj] (آخرین انتشار در سال ۲۰۱۰) و شِد اسکین[ak] (آخرین انتشار در سال ۲۰۱۳) به ترتیب کد پایتون را به زبان‌های C و C++  کامپایل می‌کنند.
- پایتون[al] کد پایتون را به زبان C++ کامپایل می‌کند.[۹۶][۹۷]
- آرپایتون می‌تواند به زبان C, کامپایل شود و برای ساختن مفسر پای‌پای پایتون استفاده می‌شود.

## توسعه
توسعهٔ پایتون از طریق پی‌ئی‌پی PEP به معنای پروپوزال بهینه‌سازی پایتون انجام می‌شود که سازوکار اولیه برای مطرح کردن ویژگی‌های عمدهٔ جدید و جمع‌آوری ورودی جامعهٔ پایتون دربارهٔ مشکلات و مستندسازی طرح تصمیم‌گیری‌های پایتون است؛ برای نمونه سبک برنامه‌نویسی پایتون در پی‌ئی‌پی ۸ توضیح داده شده‌است. جامعهٔ پایتون و شورای مدیریتی پی‌ئی‌پی‌ها را بررسی می‌کنند.
توسعهٔ این زبان متناظر با توسعهٔ پیاده‌سازی مرجع (سی‌پایتون) است. میلینگ لیست python-dev انجمن اولیه برای توسعهٔ این زبان است. مشکلات نرم‌افزاری آن در سایت ردیابی باگ روندآپ که در bugs.python.org میزبانی می‌شود مورد بحث قرار می‌گیرند.
تا سال ۲۰۱۷ توسعهٔ آن در مخزن نرم‌افزاری ای خود میزبان انجام می‌شد که از مرکوریال استفاده می‌کرد ولی از ژانویهٔ سال ۲۰۱۷ کد منبع پایتون به گیت‌هاب منتقل شد.
نسخه‌های رسمی سی‌پایتون به سه صورت جدا انتشار می‌یابند بسته به این که به کدام بخش از عدد نسخه افزوده می‌شود از هم متمایز می‌شوند:
- انتشارهای ناسازگار عقبرو که در آن‌ها اولین بخش شمارهٔ ورژن افزایش می‌یابد. این نسخه‌ها به صورت نامتناوب  منتشر می‌شوند؛ مثلاً نسخهٔ ۳٫۰ هشت سال بعد از نسخهٔ ۲٫۰ منتشر شد.
- انتشارهای عمده یا ویژگی که حدود هر ۱۸ ماه یک‌بار منتشر می‌شوند. البته انتظار می‌رود با انتشار پایتون ۳٫۹ این مدت زمان به یک سال برسد.[۱۰۲][۱۰۳] این انتشارها با نسخه‌های قبلی سازگارند ولی ویژگی‌های جدید نیز دارند. در انتشارها قسمت دوم شمارهٔ نسخه افزایش می‌یابد هر نسخهٔ عمده چندین سال بعد از انتشار از نظر رفع اشکالات نرم‌افزاری پشتیبانی می‌شود.[۱۰۴]
- انتشارهای رفع اشکال[۱۰۵] که ویژگی جدیدی ندارند و حدوداً هر سه ماه منتشر می‌شوند وقتی که اشکالات نرم‌افزاری به تعداد کافی از آخرین انتشار رفع شدند آسیب‌پذیری‌های امنیتی نیز در این انتشارها وصله می‌شوند؛ سومین و آخرین قسمت شمارهٔ نسخه افزایش می‌یابد.[۱۰۵]

## کتابخانه استاندارد
پایتون یک کتابخانه استاندارد بزرگ دارد که از آن به عنوان یکی از بزرگ‌ترین توانایی پایتون یاد می‌شود، مشروط به اینکه ابزارهای از پیش نوشته شده، با بسیاری از وظایف سازگار باشد. ماژول‌های کتابخانه استاندارد می‌توانند به شیوه ماژول‌های نوشته شده در سی یا پایتون آرگومان دهی شوند. اخیراً کتابخانه‌های C++ به یک کتابخانه به نام Boost.Python رشد یافته‌است، برای ایجاد قابلیت همکاری بین C++ و پایتون. به دلیل تنوع گسترده در ابزارهای تولید شده توسط کتابخانه استاندارد، این کتابخانه با توانایی استفاده یک زبان سطح پایین ترکیب شده، مثل C و C++ که البته به عنوان واسط بین کتابخانه‌های دیگر است، پایتون می‌تواند یک واسط قوی بین زبان‌ها و ابزارها باشد.
کتابخانهٔ استاندارد با تعداد زیاد فرمت‌ها و پروتکل‌هایی که حمایت می‌کند (مانند ام‌آی‌ام‌دی و اچ‌تی‌تی‌پی)، خصوصاً برای نوشتن علائم اینترنت مناسب است. پایتون همچنین ماژول‌هایی برای ایجاد واسط کاربر گرافیکی، اتصال به پایگاه داده رابطه‌ای، تولید اعداد شبه تصادفی، محاسبات با دقت دلخواه اعشاری، دستکاری عبارات با قاعده و آزمایش واحد دارد. بعضی از قسمت‌های کتابخانهٔ استاندارد در سند مشخصات توضیح داده شده‌اند. (مثل WSGI wsgiref که پیرو PEP 333 است) اما اکثریت ماژول‌ها این‌گونه نیستند. آن‌ها از طریق کدها، اسناد داخلی، و دنباله تست شان (اگر موجود باشد) تعیین می‌شوند. اگر چه، به دلیل اینکه کد پایتون اکثر کتابخانه‌های استاندارد، چندسکویی است، فقط ماژول‌های اندکی هستند که باید برای پیاده‌سازی‌های دیگر تغییر داده شوند یا مجدّداً نوشته شوند.
در نوامبر 2019 (PyPI) مخزن رسمی برای نرم‌افزارهای شخص سوم پایتون بالغ بر ۲۰۰۰۰۰ پکیج دارد.
پکیج‌های پایتون در زمینه‌های گوناگونی کاربرد دارند:
- خودکارسازی
- آنالیز داده
- پایگاه داده
- سندپردازی
- رابط کاربر گرافیکی
- پردازش تصویر
- یادگیری ماشین
- اپ موبایل
- چندرسانه‌ای
- شبکه
- محاسبهٔ علمی
- مدیریت سیستم
- ابزار تست نرم‌افزار‌ها
- پردازش متن
- چارچوب‌های نرم‌افزاری تحت وب
- تراش دادن داده وب[۱۱۰]

## محیط‌های ویرایشگر کد پایتون
بیشتر پیاده‌سازی‌های پایتون (شامل سی پایتون، اولین پیاده‌سازی) می‌توانند مثل یک مفسر خط فرمان عمل کنند، برای زمانی که کاربر رشته شرط را وارد می‌کند و فوراً نتیجه را می‌پذیرد. خلاصه پایتون به عنوان یک برنامه واسط عمل می‌کند. وقتی صرف دیگر شیوه‌های اجرا (کامپایل کد بایت یا کامپایل کد محلی) به صورت یک رشته صرف ذخیره می‌شود، یک افزایش سرعت در هزینه‌های متقابل به وجود می‌آید، بنابراین آن‌ها معمولاً فقط خارج از مفسر خط فرمان استفاده می‌شوند. (وقتی یک ماژول وارد می‌شود)

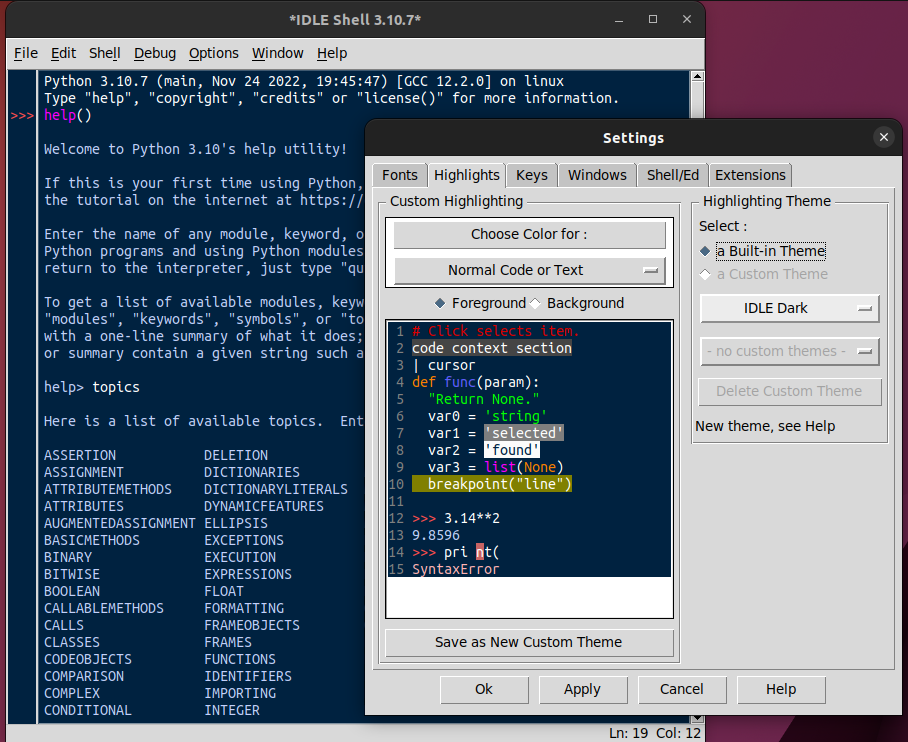
تصویری از محیط آی‌دی‌ال‌ئی ویرایشگر کد پیشفرض پایتون در اوبونتو

برنامه‌های واسط دیگر، امکانات تحت آن را در مفسر بیسیک افزایش می‌دهند، شامل آی‌دی‌ال‌ئی و آی‌پایتون. وقتی عموماً از برنامه واسط پایتون پیروی می‌شود، خصوصیاتی مشابه تکمیل خودکار، نگه داشتن زمان اجرای برنامه و نشان دادن صرف پیاده‌سازی می‌شود.
ویرایشگر های محبوب
از برخی ویرایشگر های محبوب این زبان که اکثر برنامه نویس ها از آن استفاده میکنند میتوان به پای چارم (pycharm) یا وی اس کد (vscode مخفف: visual studio code) اشاره کرد.

## واسط گرافیکی
برای پایتون واسط گرافیکی کاربرهای بسیاری نوشته شده‌است که پرکاربردترین آن‌ها به شرح زیر است:
- تیکینتر (به صورت پیش‌فرض همراه با نسخه‌های استاندارد پایتون ارائه می‌شود و یک رابط شیءگرا برای ابزار Tcl/Tk در محیط پایتون فراهم می‌کند)
- پای‌کیوت
- پای‌جی‌تی‌کی
- وکس پایتون
- اف‌ال‌تی‌کی پای
- اف‌ایکس پای
- پای‌اوپن‌جی‌ال

### نمونه کد تکینتر

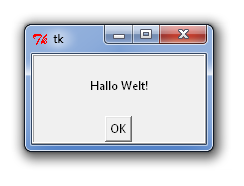
پنجره‌ای که با اجرای کد بالا نمایش داده می‌شود.

```
import
 
tkinter
 
as
 
tk

fenster
 
=
 
tk
.
Tk
()

fenster
.
geometry
(
"200x100"
)

label
 
=
 
tk
.
Label
(
fenster
,
 
text
=
"Hallo Welt!"
)

label
.
pack
()

def
 
befehl
():

    
fenster
.
destroy
()

button
 
=
 
tk
.
Button
(
fenster
,
 
text
=
"OK"
,
 
command
=
befehl
)

button
.
pack
()

```

### نمونه کد ترتل (turtle) گرافیکس

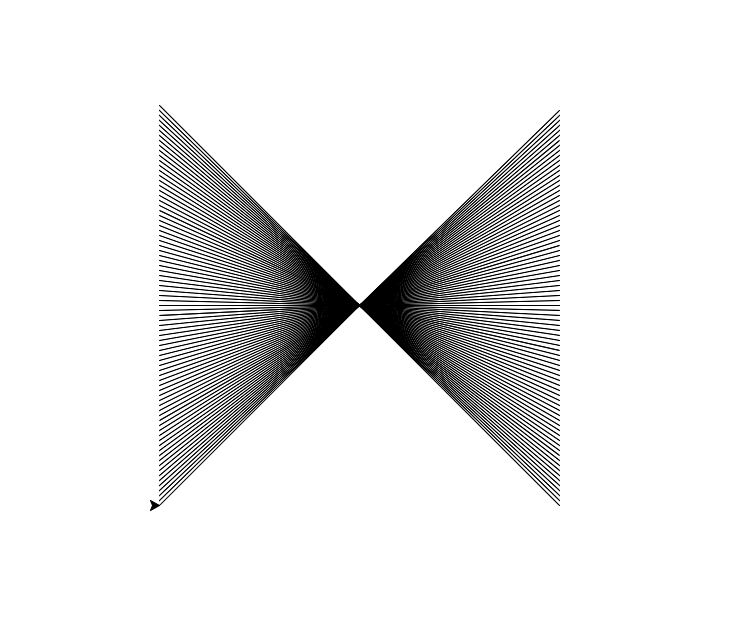
نتیجهٔ کد بالا

```
import
 
turtle

from
 
turtle
 
import
 
speed
,
 
reset
,
 
goto

speed
(
0
)

reset
()

turtle
.
x
 
=
 
-
200

turtle
.
y
 
=
 
200

while
 
turtle
.
y
 
!=
 
-
200
:

    
goto
(
turtle
.
x
,
 
turtle
.
y
)

    
turtle
.
x
 
=
 
-
 
turtle
.
x

    
turtle
.
y
 
=
 
-
 
turtle
.
y

    
goto
(
turtle
.
x
,
 
turtle
.
y
)

    
goto
(
0
,
 
0
)

    
turtle
.
y
 
=
 
-
 
turtle
.
y

    
turtle
.
x
 
=
 
-
 
turtle
.
x

    
turtle
.
y
 
-=
 
5

```

#### تصاویر کشیده شده با ترتل

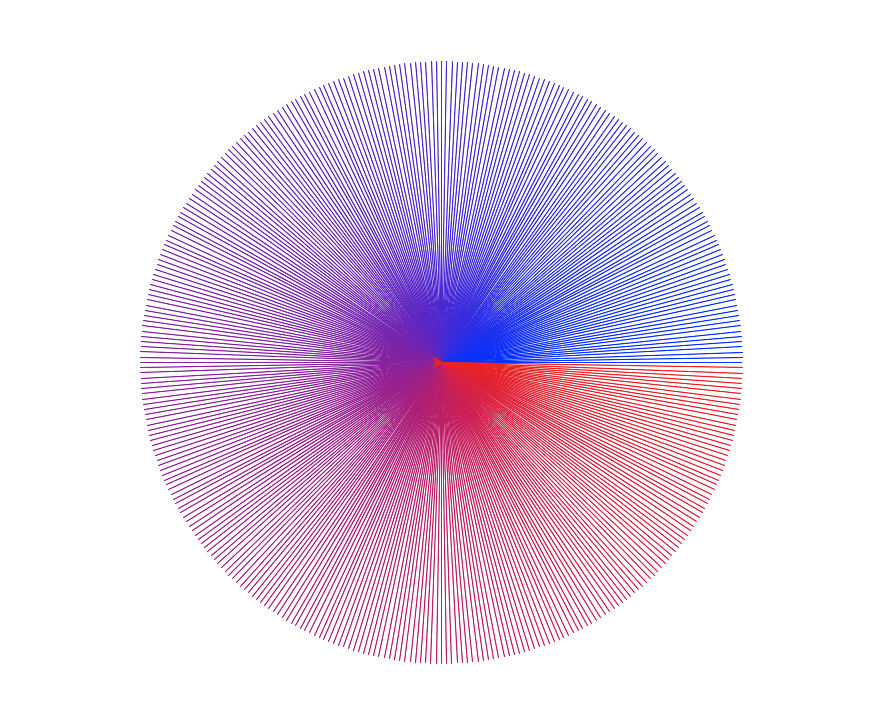
دایرهٔ رنگی
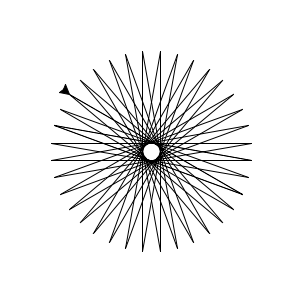
ستاره
ترسیم مربع با ترتل
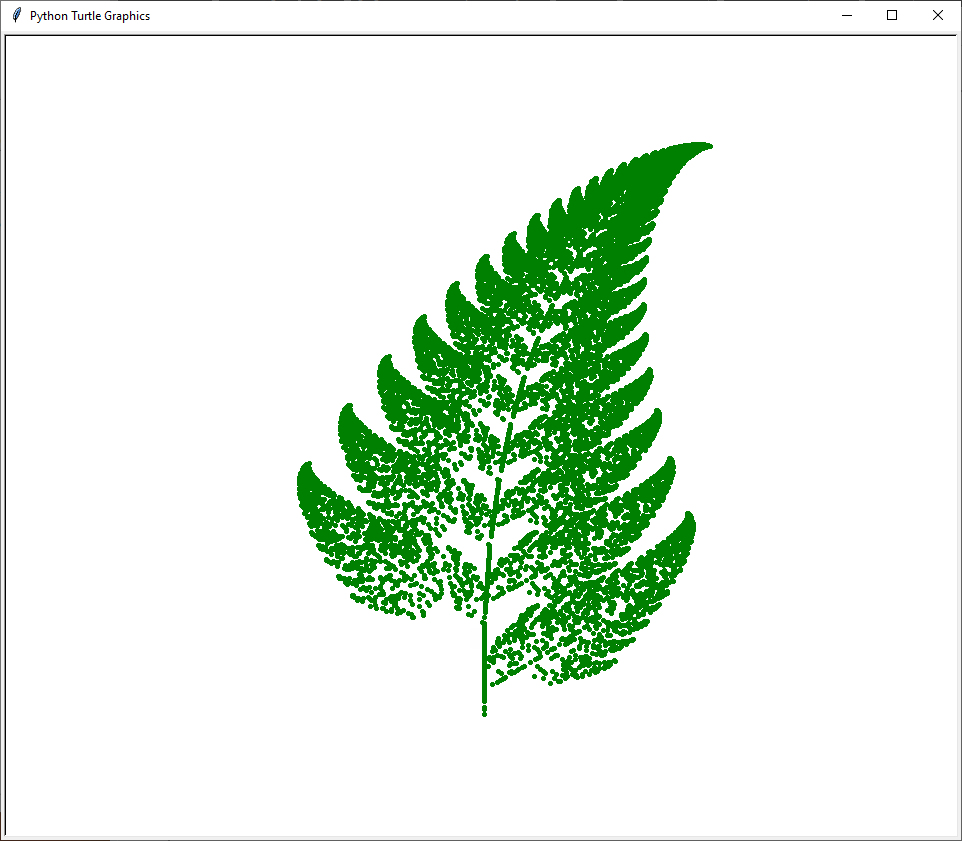
درخت

## کاربرد
از سال ۲۰۰۳ پایتون طبق شاخص تیوبی یکی از ده زبان محبوب برنامه‌نویسی بوده‌است و در فوریهٔ ۲۰۲۰ سومین زبان برنامه‌نویسی محبوب (بعد از c و جاوا) بوده‌است. پایتون در سال‌های ۲۰۰۷ ،۲۰۱۰ و ۲۰۱۸ به عنوان زبان برنامه‌نویسی سال انتخاب شده‌است.
سازمان‌های بزرگی مثل گوگل، یاهو، سرن، فیسبوک، ناسا از پایتون استفاده می‌کنند. ITA نیز از پایتون برای بعضی از اجزای خود استفاده می‌کند. همچنین شبکهٔ اجتماعی ردیت نیز به‌طور کامل در پایتون نوشته شده‌است.
پایتون به عنوان یک زبان اسکریپت نویسی می‌تواند در اپلیکیشن‌های وب استفاده شود مثلاً استفاده از mod_wsgi برای وب سرور آپاچی. چارچوب‌های نرم‌افزاری تحت وب مثل جنگو، پایلونز، توربوگیرز، تورنادو، فلسک، باتل، زوپ به توسعه دهندگان در نگهداری و طراحی اپلیکیشن‌های پیچیده کمک می‌کنند. Pyjs و آیرون پایتون می‌توانند برای توسعهٔ اپلیکیشن‌های ایجکس پایهٔ سمت کلاینت  استفاده شوند. از اس‌کیوال الکمی می‌توان در نگاشت داده‌ها بر پایگاه دادهٔ رابطه‌ای استفاده شود. تویستد یک فرم ورک برای برنامه‌نویسی ارتباط بین کامپیوترها است مثلاً دراپ باکس از آن استفاده می‌کند.
کتابخانه‌هایی مثل نام‌پای، سای‌پای و مت‌پلات امکان استفادهٔ اثر بخش از پایتون در محاسبهٔ علمی را فراهم می‌آورد
همچنین کتابخانه‌های تخصصی بایوپایتون و آستروپای که در حوزهٔ خاصی کارایی دارند.
نرم‌افزار ریاضی سیج مث که دارای یک رابط کاربری دفترچه ای به زبان پایتون است: کتابخانهٔ این نرم‌افزار بسیاری از مباحث ریاضی را پوشش می‌دهد. مثل جبر، ترکیبیات، محاسبات عددی، نظریهٔ اعداد و حسابان.
پایتون در نرم‌افزارهای بسیاری به عنوان زبان اسکریپت نویسی استفاده می‌شود نرم‌افزارهایی مثل آباکوس که از روش اجزاء محدود استفاده می‌کند، فری‌کد که اجسام سه بعدی پارامتری را مدل‌سازی می‌کند. بسته‌های انیمیشن سه بعدی مثل تری دی مکس , بلندر , سینما ۴بعدی، لایت‌ویو، هودینی، مایا، مودو , موشن بیلدر، سافت‌ایمیج، نرم‌افزار ایجاد جلوه‌های ویژه مثل نیوک , برنامهٔ دستکاری تصاویر دو بعدی مثل گیمپ اینک‌اسکیپ، اسکربس و پینت شاپ پرو،
نرم‌افزارهای نت نویسی مثل اسکور رایتر و کپلا. گنو دیباگر از پایتون برای پرینت زیبا استفاده می‌کند تا ساختارهای پیچیده مثل C++ کانتینر را نشان دهد. شرکت ازری هم‌اکنون در حال ترقی دادن پایتون به عنوان بهترین انتخاب برای نوشتن فایل آغازگر در آرک جی‌آی‌اس است. همچنین از پایتون در بازی‌های ویدئویی استفاده می‌شود. همچنین پایتون به عنوان اولین زبان از سه زبان گوگل اپ انجین پذیرفته شده‌است دو زبان دیگر زبان‌های جاوا و گو هستند.
از پایتون استفاده وسیعی در صنعت امنیت اطلاعات می‌شود. مثل توسعهٔ اکسپلویت.
پایتون در پروژه‌های هوش مصنوعی و یادگیری ماشینی استفاده می‌شود کتابخانه‌هایی که در این کار استفاده می‌شوند کتابخانه‌هایی مثل تنسورفلو، کرس، پای‌تورچ و سایکیت-لرن هستند.
پایتون به عنوان زبان اسکریپت نویسی با معماری ماژولار و نحو ساده و ابزار پردازش متن قوی برای پردازش زبان‌های طبیعی استفاده می‌شود.

### مقبولیت
پایتون در بسیاری از سیستم عامل‌ها به عنوان جزء استاندارد وجود دارد. پایتون در سیستم عامل‌های توزیع لینوکس، آمیگااواس ۴، فری بی‌اس‌دی، نت‌بی‌اس‌دی، اوپن‌بی‌اس‌دی و مک‌اواس می‌تواند از طریق خط فرمان (ترمینال) استفاده شود. ردهت لینوکس و فدورا هر دو از نصاب پایتونی آناکوندا استفاده می‌کنند. لینوکس جنتو از پایتون در سیستم مدیریت بسته، یعنی پورتج استفاده می‌کند. پاردوس از آن برای مدیریت و در طول راه‌اندازی سیستم استفاده می‌کند.

### برنامه‌هایی که کاملاً یا بخشی از آن‌ها با پایتون نوشته شده‌است
- اینستاگرام:[bq] نرم‌افزار اشتراک‌گذاری تصاویر و ویدیوها
- بیت‌تورنت (نرم‌افزار):[br] نرم‌افزار کلاینت برای فایل‌های به اشتراک گذاشته شدهٔ همتا به همتا توسط پروتکل بیت‌تورنت
- چندلر:[bs] مدیر اطلاعات شخصی شامل تقویم، میل، کارهای روزانه، یادداشت‌ها و…
- تمدن ۴: یک گیم کامپیوتری بر مبنای پایتون که از boost.python استفاده می‌کند
- میلمن:[bt] یکی از معروفترین نرم‌افزارهای مرتبط با ایمیل
- کمبیلو:[bu] مدیر پایگاه داده و مرورگر بازی‌های گو
- موین‌موین:[bv] یکی از قدرتمندترین و معروفترین ویکی‌های موجود
- پلون:[bw] یک ابزار مدیریتی محتوایی متن باز، قدرتمند و کاربر پسند
- پورتاژ:[bx] قلب توزیع جنتو. یک مدیر بستهای سیستم لینوکس
- زوپ:[by] یک پلتفرم شیء گرای مبتنی بر وب. زوپ شامل یک سرور نرم‌افزار به همراه پایگاه داده شیء گرا و یک رابط مدیریتی درونی مبتنی بر وب می‌باشد
- اس‌پی‌ای:[bz] یک محیط ویرایشگر کد رایگان، متن باز برای سیستم‌عامل‌های ویندوز، لینوکس، مک که از وکس‌گلید[ca] (طراحی رابط کاربر),پای‌چکر بلندر تری‌دی پشتیبانی می‌کند
- یام:[cb] یک برنامه مدیریت بسته متن‌باز برای توزیع‌های سازگار با آرپی‌ام.
- آباکوس:[cc] نرم‌افزار شبیه‌سازی با روش المان محدود که امکان اسکریپت‌نویسی به زبان پایتون را به کاربر می‌دهد.

## زبان‌های متأثر از پایتون
طراحی و فلسفهٔ پایتون بر زبان‌های زیادی تأثیر گذاشته‌است:
- زبان بو از تورفتگی استفاده می‌کند همچنین سینتکس و مدل شیءگرایی آن مشابه پایتون است.[۱۳۹]
- کبرا از تورفتگی و نحو مشابه استفاده می‌کند و در سند سپاسگزاری اش پایتون را به عنوان مورد اول در فهرست زبان‌هایی که از آن تأثیر پذیرفته‌است معرفی می‌کند.[۱۴۰]
- نحو کافی اسکریپت زبانی که کامپایل تقابلی به جاوا اسکریپت می‌کند، از پایتون الهام گرفته شده‌است.
- گو نیز با هدف سرعت کار زبان برنامه‌نویسی‌ای پویا همچون پایتون نوشته شده‌است.[۱۴۱] و نحو آن در جدا کردن آرایه‌ها مشابه پایتون است.
- گرووی با هدف آوردن فلسفهٔ طراحی پایتون به جاوا توسعه داده شد.[۱۴۲]
- هدف از طراحی جولیا این است که مثل پایتون باشد در برنامه‌نویسی عمومی قابل استفاده باشد.[۲۲]
- زبان برنامه‌نویسی نیم از تورفتگی استفاده می‌کند و همچنین نحوی مشابه با پایتون دارد.[۱۴۳]
- سازندهٔ روبی، یوکیهیرو ماتسوموتو گفته‌است «من زبان برنامه‌نویسی ای می‌خواهم که از پرل قدرتمند تر و از پایتون شیء گرا تر باشد و به همین دلیل است که تصمیم گرفتم زبان خودم را طراحی کنم.»[۱۴۴]
- سوئیفت زبان برنامه‌نویسی ای که اپل آن را توسعه داده‌است نیز نحوی الهام گرفته شده از پایتون را دارد.[۱۴۵]

## واژه‌نامه
1. ↑  Guido van Rossum
2. ↑  Centrum Wiskunde & Informatica
3. ↑  Benevolent dictator for life
4. ↑  steering council
5. ↑  Nick Coghlan
6. ↑  Brett Cannon
7. ↑  Barry Warsaw
8. ↑  Carol Willing
9. ↑  cycle-detecting garbage collector
10. ↑  backward compatibility
11. ↑  Object-oriented programming
12. ↑  Structured programming
13. ↑  Metaprogramming
14. ↑  itertools
15. ↑  functools
16. ↑  Alex Martelli
17. ↑  Pythonista
18. ↑  pythonic
19. ↑  unpythonic
20. ↑  Walrus Operator
21. ↑  number
22. ↑  Sequence
23. ↑  set
24. ↑  mapping
25. ↑  Callable types
26. ↑  Jython
27. ↑  PyPy
28. ↑  Stackless Python
29. ↑  MicroPython
30. ↑  CircuitPython
31. ↑  Psyco
32. ↑  Grumpy
33. ↑  MyHDL
34. ↑  Nuitka
35. ↑  Numba
36. ↑  Pyrex
37. ↑  Shed Skin
38. ↑  Pythran
39. ↑  Django
40. ↑  Pylons
41. ↑  TurboGears
42. ↑  Tornado
43. ↑  Flask
44. ↑  Bottle
45. ↑  Zope
46. ↑  IronPython
47. ↑  Ajax-based
48. ↑  SQLAlchemy
49. ↑  Twisted
50. ↑  NumPy
51. ↑  SciPy
52. ↑  Matplotlib
53. ↑  Biopython
54. ↑  Astropy
55. ↑  SageMath
56. ↑  Notebook interface
57. ↑  3ds Max
58. ↑  Blender
59. ↑  Modo
60. ↑  Nuke
61. ↑  GIMP
62. ↑  scorewriter
63. ↑  capella
64. ↑  pretty printer
65. ↑  ESRI
66. ↑  ArcGIS
67. ↑  Scikit-learn
68. ↑  Portage
69. ↑  Instagram
70. ↑  BitTorrent
71. ↑  Chandler
72. ↑  Mailman
73. ↑  Kombilo
74. ↑  MoinMoin
75. ↑  Plone
76. ↑  Portage
77. ↑  zope
78. ↑  SPE
79. ↑  wxGlade
80. ↑  Yum
81. ↑  Abaqus

## برای مطالعهٔ بیشتر
- Downey, Allen B. (May 2012). Think Python: How to Think Like a Computer Scientist (Version 1.6.6 ed.). ISBN 978-0-521-72596-5.
- Hamilton, Naomi (5 August 2008). "The A-Z of Programming Languages: Python". Computerworld. Archived from the original on 29 December 2008. Retrieved 31 March 2010.
- Lutz, Mark (2013). Learning Python (5th ed.). O'Reilly Media. ISBN 978-0-596-15806-4.
- Pilgrim, Mark (2004). Dive into Python. Apress. ISBN 978-1-59059-356-1.
- Pilgrim, Mark (2009). Dive into Python 3. Apress. ISBN 978-1-4302-2415-0.
- Summerfield, Mark (2009). Programming in Python 3 (2nd ed.). Addison-Wesley Professional. ISBN 978-0-321-68056-3.